# Enrique Monti Forno
Enrique Monti Forno  (Talca, 24 de febrero de 1905 - 1975),  fue un abogado y político socialista chileno. Se desempeñó como ministro de Estado durante el segundo gobierno del presidente Carlos Ibáñez del Campo.
Fundador del Partido Socialista de Chile (PS) en Santiago, Talca y Molina. En 1953, siendo militante del Partido Socialista Popular (PSP) fue nombrado ministro de Justicia y posteriormente del Trabajo por Ibáñez del Campo.